# Mufulira (Sambia)

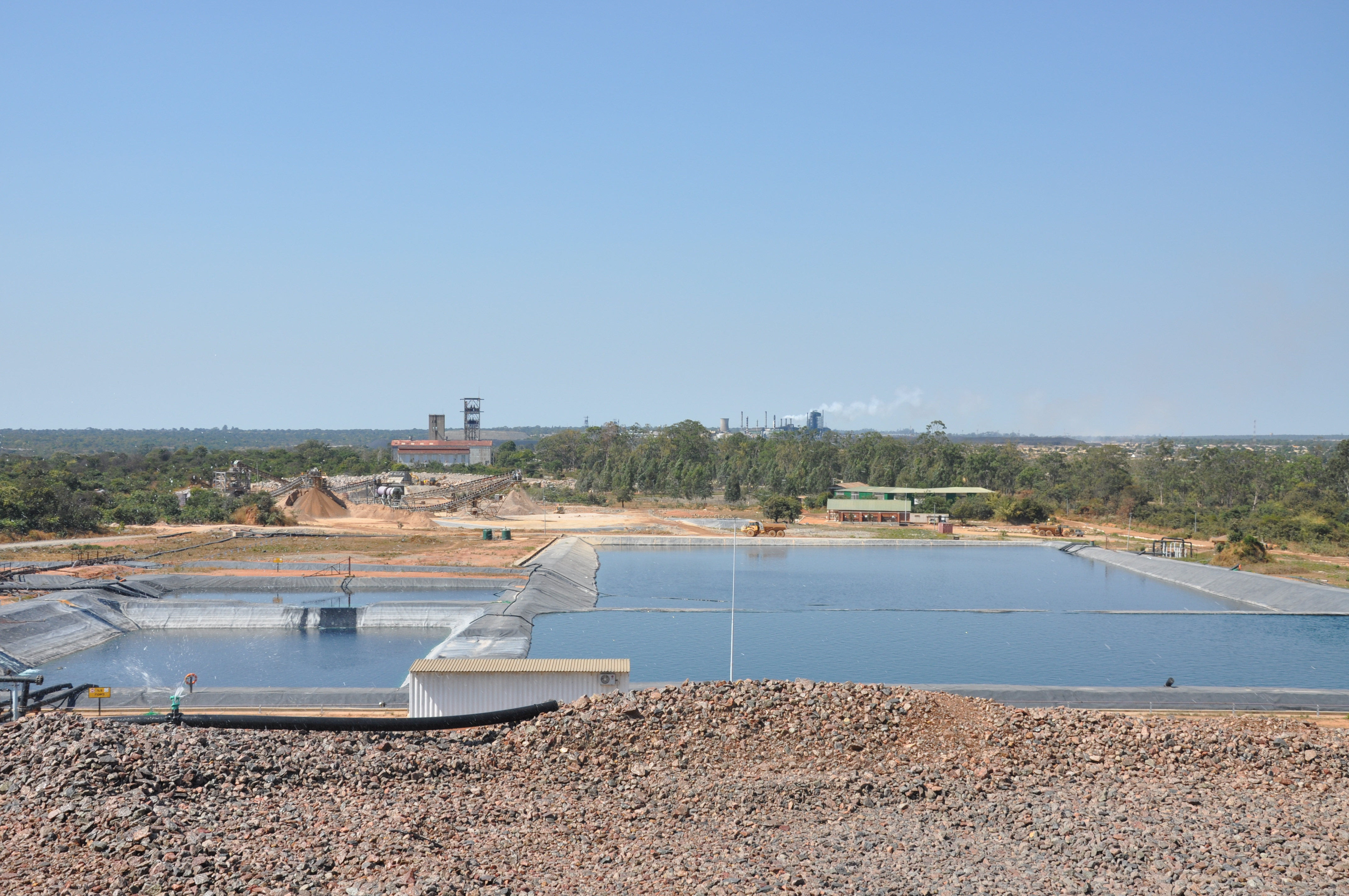
Blick über Betriebsanlagen der Mopani Mine am nördlichen Stadtrand von Mufulira

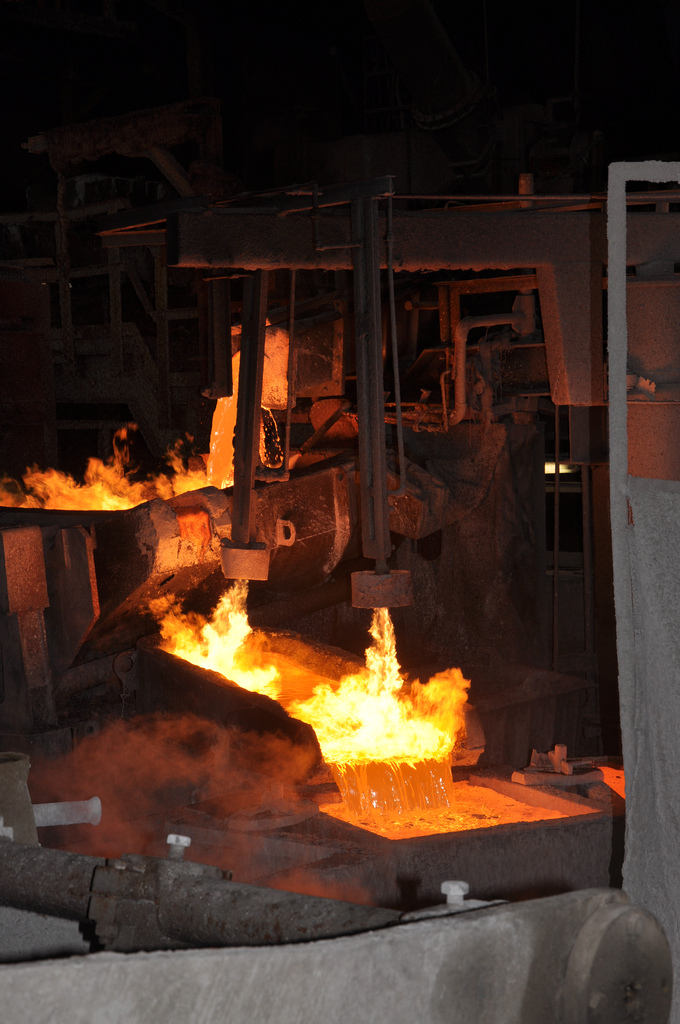
Verhüttung von Rohkupfer in Mufulira

Mufulira ist eine Stadt in Sambia in der Provinz Copperbelt mit 169.136 Einwohnern (2022). Sie ist die viertgrößte Stadt in Sambia. Sie liegt etwa 1300 Meter über dem Meeresspiegel am Fluss Kafue und ist Sitz der Verwaltung des gleichnamigen Distrikts.

## Geschichte
1923 wurden die Kupfervorkommen von Mufulira durch Prospektoren der Rhodesia Congo Border Concessions entdeckt. Bei deren Untersuchungen wurden nur kleine Aufschlüsse gefunden und die ersten Schürfarbeiten blieben unbefriedigend. Im Jahre 1928 fanden erneut Prospektionen statt. Mit den dabei niedergebrachten Erkundungsbohrungen fanden sich drei übereinander liegende Vererzungskörper in Metasedimenten (Quarzite, Metagrauwacke) der Lower Roan Subgroup. Die Aufnahme des Abbaus verzögerte sich durch die Weltwirtschaftskrise und die dadurch gesunkenen Kupferpreise auf dem Weltmarkt. Im Jahre 1933 erfolgten die ersten bergbaulichen Aktivitäten in der Mufulira Mine durch die Mufulira Copper Mines Ltd. (MCM) Die Verhüttung vor Ort begann erst 1937.
1951 entstand die erste Siedlung um ein Bergwerk. Heute gibt es in Mufulira den größten Untertagebau in Sambia.
Am 25. September 1970 ereignete sich hier ein Bergwerksunglück, bei dem zahlreiche Menschen starben. Dabei drangen von der Oberfläche große Mengen schlammiger Fluten in die unterirdischen Strecken. Diese Katastrophe hatte sich bereits 22 Monate zuvor angekündigt, als es im Grubengebiet zu drei Einsturztrichtern (Erdfälle), einer Senkung in einem Damm und zu kleineren Schlammeinbrüchen in den Untertagebereich kam. Diese Erscheinungen wurden von der damaligen Grubenleitung nicht ausreichend berücksichtigt. Bei diesem Grubenunglück drang der sandhaltige Schlamm (eigentlich zum Versatzmaßnahme in Form von Spülsand bevorratet) aus dem bereits Jahre zuvor auffälligen Damm in eine Tiefe von 434 bis 580 Metern und verbreitete sich von dort weiter. Innerhalb von 10 bis 15 Minuten gelangten etwa 450.000 Kubikmeter dieser fließenden Masse in ausgedehnte unterirdische Arbeitsbereiche und breiteten sich dort horizontal bis 1000 Meter aus. In dieser Sektion des Bergwerks kam es deshalb zu 89 Todesfällen.

## Wirtschaft
Mufulira liegt als Verkehrsknotenpunkt im Zentrum des Kupferbergbaugebiets Copperbelt an der nördlichen Grenze zur Demokratischen Republik Kongo. Im Umfeld der Stadt liegen zwar die reichsten Kupfervorkommen des Copperbelt, in der politischen und wirtschaftlichen Bedeutung liegt Mufulira jedoch deutlich hinter Ndola und Kitwe.
Mufulira hat neben dem Bergbau (Glencore International AG, First Quantum Minerals Ltd, ZCCM) wenig Industrie: eine Kupferraffinerie, technische Dienstleistungen und eine Sprengstofffabrik.

## Umweltprobleme und Gesundheitsgefährdungen
Der Kupferbergbau Mufuliras und die anschließende Verhüttung erzeugen in ihrem Umfeld komplexe Umweltschäden mit gesundheitlichen Beeinträchtigungen für Anwohner sowie Auswirkungen auf Böden und Grundwasser. Das im Verhüttungsprozess freigesetzte Schwefeldioxid und die zum Nassaufschluss auf Erzhalden eingesetzte Schwefelsäure verursachten einen starken Anstieg von Atemwegs- und Lungenerkrankungen sowie Krebserkrankungen bei den Anwohnern. Zudem bewirkten sie Sachschäden an Gebäuden der benachbarten Siedlungsareale. Von der Mopani-Hütte wurden jährlich etwa 140.000 Tonnen Schwefeldioxid über Mufulira freigesetzt. Hüttendächer des Vororts Butondo mit etwa 10.000 Einwohnern haben Löcher durch Ätzwirkung sauerer Atmosphärenbestandteile erhalten. Bei der Säureberieselung der Erzhalden treibt der Wind im ungünstigen Fall Schwefelsäure-Aerosole in Richtung der Siedlung Butondo. Proteste der Anwohner mit dem Ziel der Stilllegung der von Glencore betriebenen Anlagen erreichten einen Teilerfolg. Die sambische Umweltbehörde (Zambia Environmental Management Agency, ZEMA) ordnete eine Teilstilllegung an. Im Jahr 2019 soll eine 50-prozentige Reduktion der schädlichen Emissionen erreicht worden sein.

## Infrastruktur
Es gibt ein nennenswertes Hotel- und Gaststättengewerbe und verschiedene Grund- und Sekundarschulen sowie Krankenhäuser, die von den Bergwerksgesellschaften errichtet und bezahlt wurden. Weiter gibt es eine Lehrerausbildungsstätte und ein Boden- und Getreideanbau-Forschungsinstitut des Ministeriums für Landwirtschaft, Ernährung und Fischerei.

## Sport
Die Stadt ist die Heimat des Fußballvereins Mufulira Wanderers FC, der mehrfach sambischer Meister wurde.

## Demografie
| Jahr | Einwohnerzahl |
| ---- | ------------- |
| 1963 | 80.600        |
| 1969 | 107.800       |
| 1974 | 136.000       |
| 1990 | 123.936       |
| 2000 | 122.336       |
| 2010 | 151.309       |
| 2022 | 169.136       |

## Söhne und Töchter der Stadt
- Mike Harris (1939–2021), rhodesischer Autorennfahrer
- Robert John „Mutt“ Lange (* 1948), südafrikanischer Musikproduzent
- Levy Mwanawasa (1948–2008), Präsident Sambias 2002–2008
- Arlene Boxhall (* 1961), simbabwische Hockeyspielerin
- David Warnock (* 1962), britischer Autorennfahrer
- Alick Banda (* 1963), römisch-katholischer Geistlicher, Erzbischof von Lusaka
- Kalusha Bwalya (* 1963), Fußballspieler
- Valentine Kalumba (* 1967), Ordensgeistlicher, Bischof von Livingstone
- Edwin Mulandu (* 1969), römisch-katholischer Geistlicher, Bischof von Mpika
- Moses Sichone (* 1977), Fußballspieler
- Robert Earnshaw (* 1981), walisischer Fußballspieler
- Chris Katongo (* 1982), Fußballspieler und Kapitän der sambischen Nationalmannschaft
- Felix Katongo (* 1984), Fußballspieler
- Rainford Kalaba (* 1986), Fußballspieler